# Nam Sơn, Sóc Sơn
Nam Sơn là một xã thuộc huyện Sóc Sơn, thành phố Hà Nội, Việt Nam.
Xã Nam Sơn có vị trí địa lý:
- Phía bắc giáp xã Bắc Sơn
- Phía nam giáp xã Quang Tiến và xã Hiền Ninh
- Phía đông giáp xã Phù Linh và xã Hồng Kỳ
- Phía tây và tây nam giáp các xã Minh Trí và Minh Phú.

Xã Nam Sơn có diện tích 29,35 km², trong đó diện tích đất nông nghiệp là 1.986,38 ha, dân số năm 2009 là 8.838 người, mật độ dân số đạt 301 người/km². Tỉnh lộ 35 chạy qua địa bàn xã.